# Pierre Bourban

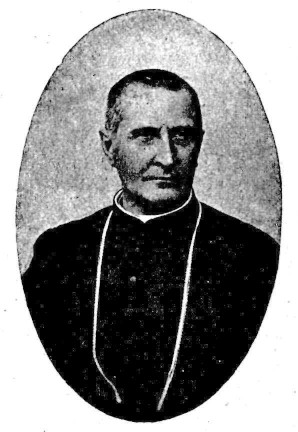
Pierre Bourban

Pierre Alexandre Bourban (* 17. April 1854 in Haute-Nendaz; † 22. September 1920 in Saint-Maurice VS) war ein Schweizer Augustiner-Chorherr, Prior der Abtei Saint-Maurice und Amateur-Archäologe.

## Leben
Geboren 1854 in Haut-Nendaz (Wallis) als Sohn des Kaufmanns Jean-Pierre Bourban und der Marguerite geb. Délèze, besuchte Pierre Bourban das Kollegium in Sitten und dann die Grande École der regulierten Augustiner-Chorherren von Saint-Maurice in Bagnes. 1872 trat er in das Noviziat der Abtei Saint-Maurice ein, legte 1876 die Gelübde ab und wurde 1877 durch den damaligen Abt Étienne-Barthélémy Bagnoud (1803–1888) zum Priester geweiht. Kurze Zeit war er als Lehrer an der Stiftsschule tätig, dann Vikar in der Pfarrei Bagnes, wurde aber von seinen Oberen 1881 wieder in das Stift zurückberufen, um dort Kirchenrecht und Kirchengeschichte sowie Dogmatik zu dozieren. Gleichzeitig versah er die Stelle des Archivars und studierte von 1890 bis 1899 Geschichte und Archäologie an der Universität Freiburg und in Rom. Nach dem Tod des Abtes Joseph Paccolat ernannte ihn 1909 die Kapitelversammlung zum Vicarius capitularis und nach der Wahl des neuen Abtes Joseph Abbet zum Prior. 1912 trat Bourban jedoch von diesem Amt zurück, um sich ganz seinen humanitären Werken und wissenschaftlichen Forschungen widmen zu können. 1915 wurde er ein zweites Mal zum Prior gewählt.
Vielfach war Bourban auf sozialem Gebiet tätig, als Vorsteher des Waisenhauses in Vérolliez und Gründer des Altersasyls und der Klinik St-Arne in Saint-Maurice 1901. Seit Mitte der 1890er Jahre befasste er sich – anfangs zusammen mit dem Ingenieur Jules Michel († 1902) – mit der Erforschung der Vergangenheit der Abtei und des Ortes Saint-Maurice (das antike Acaunum) durch ausgedehnte systematische Ausgrabungen, über deren Resultate er in der lokalen Tagespresse (L’ami du peuple, Gazette du Valais, Le Nouvelliste valaisan, La Liberté) berichtete. Mit bedeutenden Fachgelehrten wie Theodor Mommsen in Berlin und Giovanni Battista de Rossi in Rom stand er in Verbindung. Er war Mitglied der Société d’histoire de la Suisse Romande, der Schweizerischen Gesellschaft für Erhaltung historischer Kunstdenkmäler, Präsident der Société helvétique de Saint-Maurice, Gründer und Präsident der Walliser Sektion des Heimatschutzes, und Ehrenmitglied der Société d’histoire du Valais Romand. Ausserdem gehörte er der kantonalen Denkmälerkommission an. Seiner Initiative verdankt das Antiquarische Museum von Saint-Maurice seine Entstehung und Ausstattung.
Er starb am 22. September 1920 (Mauritiustag) infolge eines Herzinfarktes oder Schlaganfalles während des Offiziums in der Abteikirche zu Saint-Maurice.

## Veröffentlichungen (Auswahl)
- Gaspard Bérody et sa chronique. Le mystère de Saint-Maurice et la légion thébéenne. In: Revue suisse catholique. 19/20, 1889/1890.
- Lettres inédites de Saint-François de Sales à Pierre de Grilly, abbé de Saint-Maurice 1604 à 1618. In: Revue suisse catholique. 20, 1890.
- Etude sur un Bon Pasteur et un ambon de l’antique monastère d’Agaune avec une notice historique sur Saint-Maurice (Fribourg 1894). In: Berodi Chronica. Freiburg 1894.
- Étude sur l’Ambon de Saint-Maurice. In: Revue suisse catholique. 24, 1894.
- Sur un Bon Pasteur et un ambon de l’antique monastère d’Agaune (= Mélanges d’histoire et d’archéologie. I.). Freiburg 1897.
- Inscriptions romaines trouvées à Ardon (1. c. I).
- L’enseignement à Saint-Maurice du Ve au XIXe siècle (1. c. I).
- La Confrérie de St-Amédée ou des Savoyards. Evian-les-Bains 1897.
- Le tombeau et la crypte de St-Sigismond à Saint-Maurice. In: Gazette du Valais. 10, 6, 1897.
- Biographie de Fr.-Jos. Veguer, précepteur de Joseph II. In: Revue suisse catholique. 28/29, 1897/98.
- A travers les fouilles de Saint-Maurice. In: Anzeiger für schweizerische Altertumskunde. N. F. 7/8.
- Fouilles de Saint-Maurice d’Agaune: L’archevêque Saint-Vultchaire et son inscription funéraire. – Le tombeau de Nitonia Avitiana. Freiburg 1900. (Neu ediert Mél. Soc. Helvét. Saint-Maurice II, 1901.)
- Les Fouilles de Saint-Maurice. In:  Anzeiger für schweizerische Altertumskunde. 14, 18, 19, 20.
- Le clocher de l’abbaye de Saint-Maurice (1 c. XVI).
- Les anciennes fortifications et le pont de Saint-Maurice. Lausanne 1915.
- La tour de Saint-Maurice et ses antiques basiliques des martyrs. Rom 1916.
- Les ours en Valais. In: Bulletin de la Murithienne. 1917.
- Les basiliques et les fouilles de Saint-Maurice. In:  Anzeiger für schweizerische Altertumskunde. N. F. 21.
- Les raccards et les greniers du Valais. In: Heimatschutz. 1920.